# Cheyenne megye (Kansas)
Cheyenne megye az Amerikai Egyesült Államokban, azon belül Kansas államban található. Megyeszékhelye és legnagyobb városa St. Francis. Lakosainak száma 2616 fő (2020. április 1.). Cheyenne megye Dundy, Rawlins, Sherman, Kit Carson és Yuma megyékkel határos.

## Népesség
A megye népességének változása:
| Lakosok száma | 2720 | 2702 | 2683 | 2694 | 2679 | 2616 |
|               | 2010 | 2011 | 2012 | 2013 | 2015 | 2020 |